# Donald P. Bellisario
Donald Paul Bellisario (Cokeburg, 8 agosto 1935) è un autore televisivo e produttore televisivo statunitense.

## Biografia
Nasce a Cokeburg in Pennsylvania, da una famiglia di origini italiane da parte paterna (il padre Albert Jethro era nato a Cokeburg, figlio di Giuseppe, abruzzese di Gamberalee di Maria Luigia Troian di Sospirolo in provincia di Belluno    ). Di origini serbe da parte materna (la madre Dana Lapčević). È il padre dell'attrice Troian Bellisario ed ha, inoltre, tre figli acquisiti: Michael Bellisario, l'attore Sean Murray e il produttore Chad W. Murray.
Prestò servizio nel corpo dei Marines dal 1955 al 1959, raggiungendo il grado di sergente e ottenendo la medaglia di buona condotta dei Marines (Good Conduct Medal). Uno dei suoi commilitoni fu Lee Harvey Oswald, l'assassino del presidente statunitense John Fitzgerald Kennedy, circostanza che avrebbe ispirato i primi 2 episodi della V stagione di In viaggio nel tempo.

## Carriera televisiva
Le prime produzioni di Bellisario sono state La squadriglia delle pecore nere (1976) e la serie originale Galactica (1978). 
Viene ricordato come creatore e produttore di alcune serie televisive di successo degli anni '80-'90 quali Magnum, P.I., I predatori dell'idolo d'oro, Airwolf, In viaggio nel tempo, JAG - Avvocati in divisa e NCIS - Unità anticrimine, ma anche di serie meno fortunate come Tequila e Bonetti e First Monday.
Nel 1988 ha scritto e diretto anche un film intitolato L'ombra del peccato. Dal 2003 produce la serie televisiva NCIS - Unità anticrimine assieme allo scrittore Don McGill. Come riconoscimento per un episodio di JAG e alla carriera, nel 2004 Bellisario ha ricevuto una stella nella Hollywood Walk of Fame di Los Angeles.

## Tecniche e tematiche ricorrenti
Dopo aver lavorato con alcuni dei più famosi produttori televisivi, come Glen A. Larson e Stephen J. Cannell, Bellisario adottò alcune delle loro tecniche di produzione, utilizzando un ristretto gruppo di attori che coinvolge in molte delle sue produzioni.
Due sono i motivi dominanti nelle sue produzioni: 
- La tendenza ad avere per protagonisti personaggi che appartengono o si sono formati nelle forze armate americane: alcuni esempi sono il personaggio di Thomas Magnum in Magnum, P.I., che era un veterano del Vietnam, il personaggio del capitano di Marina Harmon "Harm" Rabb, Jr. in  JAG e il personaggio dell'agente speciale Leroy Jethro Gibbs in NCIS. All'origine di questa scelta produttiva vi sarebbe il servizio militare prestato da Bellisario nel corpo dei Marines.

- La tendenza ad avere un familiare scomparso in azione, il padre del protagonista di Magnum, P.I. è scomparso nella Guerra di Corea, quello di JAG è scomparso invece, come i fratelli dei protagonisti in In viaggio nel tempo e in Airwolf, nella Guerra del Vietnam. Il tormentato rapporto dei protagonisti con gli scomparsi è un'altra delle caratteristiche delle produzioni di Bellisario.